# Dieter Ficken
Dieter W. Ficken (* 14. Juni 1944 in Bremen) ist ein ehemaliger deutsch-amerikanischer Fußballspieler und -trainer.

## Leben und Karriere

### Auswanderung in die Vereinigten Staaten
Dieter Ficken wurde am 14. Juni 1944 in Bremen geboren und verbrachte seine ersten Jahren auf dem Familienbauernhof in bzw. bei Bremen. Im Sommer 1953 kam der damals Neunjährige mit der T.S.S. Neptunia von Bremerhaven, begleitet von seiner bereits in den Vereinigten Staaten wohnhaften Tante Elsie Wohltmann, in die Vereinigten Staaten. Bereits sein Vater lebte einst von 1928 bis 1938 in den Vereinigten Staaten, kehrte dann aber wieder nach Deutschland zurück, um hier zu heiraten. In weiterer Folge nahm sein Vater am Zweiten Weltkrieg teil und war fünf Jahre lang im Dienste der Wehrmacht. In Brooklyn, in der Metropole New York City im US-Bundesstaat New York, lebte Dieter Ficken fortan bei besagter Tante Elsie, der Schwester seines Vaters, die hier mit ihrem Ehemann eine Fleischerei betrieb. Die beiden waren kinderlos geblieben und behandelten ihren Neffen wie ihr eigenes Kind, was auch Ficken Jahrzehnte später bestätigte und meinte, dass er seine Tante stets my mother (dt. meine Mutter) nannte. Zuerst sollte seine Schwester in die Vereinigten Staaten gehen, ehe doch der Neunjährige fortgeschickt wurde. Mit zwölf Jahren hörte er auf Deutsch zu sprechen und nahm seine neue Sprache an. Zwar besuchten ihn seine Eltern im Laufe der Jahre mehrmals, jedoch kehrte er 21 Jahre lang nicht nach Deutschland zurück. Erst Mitte der 1970er Jahr stattete er einen ersten Heimatbesuch ab.

### Beginn der Sportkarriere
In New York spielte er unter anderem American Football an der John Jay High School in Brooklyn, ehe eine Gruppe von ebenfalls im Ausland geborenen Schulkameraden einen weiteren Spieler für ihre Fußballmannschaft benötigten. In weiterer Folge plante er ein Studium am Brooklyn College, einer staatliche Hochschule. Da er jedoch mittlerweile fließend Englisch sprach, half er anderen Mitschülern mit Sprachproblemen und begleitete zwei Italiener und einen Türken zu Vorstellungsgesprächen an die Long Island University, einer private Hochschule in Downtown Brooklyn. Daraufhin wurde ihm im Zuge dieser Vorstellungsgespräche selbst ein halbes Stipendium angeboten, das er daraufhin annahm. Nach vier Jahren bei den Long Island Blackbirds, so der Name der Sportabteilung an der LIU, mit denen er in den Jahren 1963 und 1965 erstmals in der Geschichte des Fußballprogramms zu Einsätzen in der Postseason kam, versah er seinen Militärdienst bei den United States Marines und spielte Fußball auf Amateurniveau in New York City. In der Qualifikation für das Fußballturnier der Olympischen Sommerspiele 1968 wurde Dieter Ficken im Mai 1967 im Hin- und Rückspiel der ersten Qualifikationsrunde gegen Bermuda in der US-amerikanischen Olympiaauswahl eingesetzt. Daraufhin absolvierte er im gleichen Jahr beim Fußballwettbewerb der Panamerikanischen Spielen 1967 drei weitere Spiele für die USA.

### Überraschender Länderspieleinsatz für die USA
Nachdem er für diese Olympiaauswahl der Vereinigten Staaten zum Einsatz gekommen war, spielte er bald darauf auf semiprofessioneller Ebene beim S.C. Eintracht in der German-American Soccer League (GASL), einer regionalen Liga mit Amateur- und semiprofessionellen Teams. Zumindest von 1970 bis 1974 trat er für diese Mannschaft in Erscheinung und wurde während dieser Zeit überraschend in die A-Nationalmannschaft der USA einberufen. Im letzten Spiel der Qualifikation zur Weltmeisterschaft 1974 sorgten die Unfähigkeit des Verbandes und einige Verletzungen dafür, dass dem nur kurzzeitig angestellten Trainer Bob Kehoe nur noch zehn Feldspieler zur Verfügung standen. Zusammen mit Fred Kovacs, einem österreichischstämmigen Spieler, den er aus der GASL kannte, wurde Ficken kurzfristig eingeflogen, wobei beide Spieler erst zwei Stunden vor Spielbeginn im Stadion eintrafen. Da das Team zu diesem Zeitpunkt noch immer einen Spieler benötigte, war es Ficken, der auf der Tribüne des Los Angeles Memorial Coliseums Barney Djordjevic, einen ehemaligen Spieler des New Yorker Teams Intergiuliana, den Ficken noch aus der Liga kannte, entdeckte. In weiterer Folge wurde Djordjevic für das Spiel engagiert, bekam seine Spielbekleidung und unterschrieb die nötigen Papiere, um am Länderspiel teilzunehmen. Die Mannschaft verlor das Spiel gegen Mexiko am 10. September 1972 mit 1:2 und schaffte somit nicht die Teilnahme an der Weltmeisterschaft. Nach 1974 zog sich Ficken weitgehend aus der aktiven Fußballerlaufbahn zurück und konzentrierte sich auf seine Arbeit im Banken- und Investmentgeschäft. In Brooklyn, wo er mit seiner Frau Franca, der Schwester eines College-Kollegen, und seinen beiden Söhnen lebte, versuchte er sich zudem im Immobilienhandel. Noch im Jahre 1974 übernahm er seine erste Trainertätigkeit als freiwilliger Assistenztrainer bei seiner Alma Mater. Dort trat er nach zwei Jahren als Cheftrainer in Erscheinung und erreichte mit seiner Mannschaft in drei Spielzeiten in Folge die Postseason.

### Start in die Trainerlaufbahn
1979 wechselte Ficken als Trainer an die Columbia University nach Upper Manhattan. Bei den Columbia Lions aus der Ivy League kamen noch früh während seiner dortigen Tätigkeit Spieler mit einer späteren Profikarriere zum Einsatz. So unter anderem Greg Varney, der aus Ägypten stammende Amr Aly oder der aus England kommende Steve Sirtis, der in weiterer Folge über ein Jahrzehnt auf Profiebene in Griechenland spielte. Die Lions galten damals nicht als überragende Sportabteilung; die bisherigen Meistertitel wurden zumeist im Fechten oder Schwimmen gewonnen. Im Fußball war die Sportabteilung, bis auf ein paar Erfolge Anfang des 20. Jahrhunderts, noch ein weitgehend unbeschriebenes Blatt. Unter Fickens Führung änderte sich das maßgeblich; von 1979 bis 1985 gewann das Team sieben Mal in Folge den Meistertitel in der Ivy League und belegte in der NCAA Division I Men’s Soccer Championship 1983 den zweiten Platz hinter den Indiana Hoosiers, gegen die man im Finale mit 0:1 in der Verlängerung verlor. Für diesen Erfolg wurde Ficken noch im gleichen Jahr zum NSCAA Coach of the Year gewählt. Bereits in seinem ersten Jahr beim Team wurde er zum Regional Coach of the Year gewählt. Da in der Ivy League keine Sportstipendien vergeben werden und der akademische Standard hoch ist, reiste Ficken in zahlreiche Länder auf der Suche nach passenden Spielern, wobei er jedoch auch auf heimische Spieler setzte.

### Karriereende als Fußballtrainer
Im Jahre 2006, nach 27 Jahren als Cheftrainer der Herrenfußballmannschaft der Columbia Lions beendete Ficken seine Trainerlaufbahn und ging in den vorzeitigen Ruhestand. Dennoch plante er bereits zu diesem Zeitpunkt seine Trainerfähigkeiten bei lokalen Nachwuchsausbildungsvereinen auszuleben. Bis zu seinem Ruhestand erzielte er mit der Mannschaft 252 Siege in 443 Spielen; beide Werte sind bis heute (Stand: 2018) ein Schulrekord. Allein in seinen ersten sieben Spielzeiten als Cheftrainer der Lions gewannen seine Mannschaften 88,8 % der absolvierten Ivy-League-Spiele, darunter drei ungeschlagene Conference-Spielzeiten. Während der 27 Jahre im Amt trainierte er zehn Spieler, die zum Ivy-League-Player-of-the-Year ausgezeichnet wurden, sowie ebenso viele All-Americans. Der bereits erwähnte Amr Aly gewann zudem im Jahre 1984 die Hermann Trophy, die seit 1967 jährlich an den besten College-Fußballspieler vergeben wird. Kevin Anderson, bisheriger Assistenztrainer von Ficken und ehemaliger Fußballprofi, übernahm nach dem Karriereende Fickens die Mannschaft als Interimstrainer. Noch im Frühjahr 2007 wurde bekanntgegeben, dass Ficken als neuer Cheftrainer seiner Alma Mater verpflichtet wurde. Bei der LIU war er daraufhin bis zum darauffolgenden Jahr 2008 aktiv, ehe er sich auf sein Privatleben und auf das Training von Nachwuchsmannschaften konzentrierte. Nach der Fusionierung von Blau Weiss Gottschee, dem ältesten Verein in der U.S. Soccer Development Academy, mit dem Manhattan Kickers FC zum neuen BW Gottschee NYC wurde Ficken im Sommer 2009 zum Director of Coaching gewählt. Als technischer Direktor trat Curt Rosenthal, Gründer der Manhattan Kickers in Erscheinung.